# 畠山智妃
畠山 智妃（はたけやま ちさき、1988年〈昭和63年〉11月4日 - ）は、日本の歌手、タレントであり、女性アイドルグループ・SDN48の元メンバーである。
埼玉県出身の北海道札幌市手稲区育ち。

## 略歴
中学1年だった2002年1月にNHKの『BSジュニアのど自慢』に出場。その後アクターズスタジオ北海道本部校に通いレッスンを受けるようになる。
2007年に上京し、浅井企画と契約を結ぶ。2008年2月16日から2009年7月11日まで小崎愛美理とともに「TOYS CARNIVAL」のメンバーとして音楽活動を行っていた他、2009年12月まで芸能人女子フットサルチーム「ASAI RED ROSE」に所属していた。当時の背番号は「2」。
2009年8月1日よりSDN48のメンバーとなり、2012年3月31日にNHKホールで行われた『SDN48 コンサート「NEXT ENCORE」 in NHKホール』をもってSDN48を卒業。
2013年11月27日に「Chaki」名義でシングル「ナナイロード」でソロデビューを果たす。同時にソロでのライブ活動を開始。
2014年より西村晋弥（シュノーケル）率いるバンド「B&FonT」（バンドフォント）に参加。同バンドはメンバーの脱退を経て「ウーパー」へと改名。
2015年12月18日、1stアルバム『CHAKISM』をリリース。
2016年につるうちはなが主宰のレーベル「花とポップス」に参加し、3月11日に同レーベルから『CHAKISM』が全国発売された。同年10月31日を以て「花とポップス」を卒業した。
2017年末に一般男性と結婚し、2018年5月6日、妊娠を発表。11月7日に第1子となる女児を出産。
2019年8月1日、東京・秋葉原のAKB48劇場で開催されたSDN48結成10年記念「誘惑のガーター」特別公演に出演。
2019年11月19日、自身のブログで12年間所属していた浅井企画から離れたことを発表。

## 人物
- 姉が2人いる。
- 特技は水泳で、全国大会に出場した経験もある。
- ヨガインストラクターの資格を所持する。
- LOVERSSOULのCHIHIROは小学生時代からの親友[11]。またアクターズ時代の同僚だった笠井琴美[注釈 1]と一緒に「MonKero」（モンケロ）というユニットを組んでライブ出演したこともあった[12]。
- SDN48の同僚だった今吉めぐみとは現在も仲が良く、今吉のブログにも度々登場する[13]。

## 参加曲

### シングルCD選抜曲
SDN48「アンダーガールズA」名義
- エロスのトリガー
- 天国のドアは3回目のベルで開く
- おねだりシャンパン
- カムジャタン慕情
- クリクリ

### 劇場公演ユニット曲
SDN48 1st Stage「誘惑のガーター」公演
- Saturday night party
- じゃじゃ馬レディー

## ディスコグラフィ
※名義は全作品「Chaki」

### 参加作品
| 発売日        | タイトル                                                  | アーティスト | 規格品番  | 収録曲                    | 備考                                                                       |
| ------------- | --------------------------------------------------------- | ------------ | --------- | ------------------------- | -------------------------------------------------------------------------- |
| 2012年4月11日 | 土砂降りロンリーナイト                                    | ChaMin       | －        | 1. 土砂降りロンリーナイト | 三ツ井裕美とのユニット「ChaMin」名義の楽曲。                               |
| 2017年3月29日 | Sakura Girls -Spring Songs Best-                          | V.A.         | GRSS-0014 | 6. 桜並木道 7. 春一番     | 桜や春を題材とした楽曲をロック調のアレンジでカバーした音源を集めたアルバム |
| 2017年4月9日  | ありがとう4 UNION FIELD 4th ANNIVERSARY COMPILATION ALBUM | V.A.         | －        | 7. きみのぼく             | UNIONFIELD4周年を記念したコンピレーション・アルバム                        |

## 出演

### バラエティ
- 週刊プレイガール（2007年10月 - 2008年3月、テレビ朝日）
- パジャマハウス（2008年10月 - 2009年3月、つくばテレビ）
- すっぽんの女たち（2010年7月28日 - 2011年3月31日、テレビ朝日）
- すっぽんの女たち2（2011年4月7日 - 2012年3月28日、テレビ朝日）
- 爆笑そっくりものまね紅白歌合戦スペシャル（2012年9月21日 - 2013年10月29日、フジテレビ）

### 映画
- ふみだい食堂（2013年7月25日公開）- 香奈恵 役
- 騒音（2015年5月23日公開）- S区民 役

### テレビドラマ
- 探偵学園Q（2007年7月3日 - 9月11日、日本テレビ）

### ラジオ
- キャイ〜ンのタマラン♪（2012年4月 - 、文化放送）- コーナーレギュラー

### 舞台
- ガールズプリズンオペラ（2011年3月30日 - 4月3日、テアトルBONBON）
- アリスインプロジェクト「ライン♪[14]」（2011年8月4日 - 7日、銀座博品館劇場）- 桜日和 役
- ロッカールームに眠る僕の知らない戦争[15]（2012年5月11日 - 13日、渋谷区文化総合センター大和田 伝承ホール）- 口火 役
- アリスインプロジェクト「時空警察ヴェッカーχ 彷徨のエトランゼ[16]」（2012年6月20日 - 24日、六行会ホール）- ヴェッカー メシエ 役
- 劇団6番シード「天国の待合室」（2012年7月19日 - 22日、日暮里 d-倉庫）- 羽村睦美 役
- 劇団6番シード「ボイルド・シュリンプ＆クラブ」（2012年8月15日 - 19日、シアターKASSAI）- ゲスト
- ハロハロプロジェクト朗読劇「ゴミスイッチ！」（2012年9月、千葉ニュータウンイオンホール）- ユウコ 役
- アリスインプロジェクト×劇団北京蝶々「ダウト! -国立公安女子校-」（2012年10月25日 - 28日、博品館劇場）- エリカ 役
- 舞台版「殿といっしょ」（2012年11月21日 - 29日、前進座劇場）- お市 役
- Girls Rocketeer（2013年1月23日 - 27日、ザ・ポケット）- 川島雪乃 役
- W氏の帰れない夜（2013年4月23日 - 29日、小劇場 楽園）
- アリスインプロジェクト「アリスインデッドリースクール オルタナティブ[17]」（2013年3月20日 - 24日、六行会ホール）- 日替わりゲスト 竹内珠子 役
- 劇団6番シード 20周年「Call me Call you」（2013年6月27日 - 7月4日、吉祥寺シアター）- 三浦杏香 役
- Life pathfinder 2013（2013年7月20日 - 29日、吉祥寺シアター）- 副所長 役
- 劇団Turbo「SAKURA」（2013年10月30日 - 11月3日、下北沢駅前劇場）- 桜 役
- 別世界カンパニー「新撰組伝～新章・150年後 最後の武士～」（2013年12月4日 - 8日、築地本願寺ブディストホール）- 沖田総司 役
- 劇団うわの空・藤志郎一座「まことの座り方」（2014年1月31日 - 2月2日、タイニイアリス）
- 企画演劇集団ボクラ団義「Play Again‐vol.4 ゴーストライターズ！！」（2014年2月28日 - 3月9日、SPACE107）- 平林夏美 役
- 劇団うわの空・藤志郎一座「ルナ・レインボウ」（2014年5月3日 - 5日、紀伊國屋ホール）
- コロブチカ「神と遊べば」（2014年8月19日 - 24日、小劇場B1）
- ワイアールジャパンプロデュース「コップの中の嵐」（2015年4月22日 - 26日、シアターKASSAI）- 山川優子 役

### その他
- 東京タワー第1展望台「CLUB333 NightViewDJ」パーソナリティ
- BSジュニアのど自慢 グランプリ受賞（2002年1月）
- a-motion'06 決勝大会出場（2006年5月）